# Односи Русије и Украјине на Песми Евровизије
Русија је учествовала на Песми Евровизије, паневропском музичком такмичењу, од 1994. до 2021. године, док је Украјина учествовала од 2003. Русија и Украјина су имале позитивне односе и размењивале су једна са другом највећи број бодова неколико пута током година. Осим мањег спора око украјинске песме „Dancing Lasha Tumbai“ из 2007. (чији је наслов наводно био погрешно схваћен као „Русија збогом“, али га је извођач бранио као бесмислен), почели су да се појављују значајни сукоби између две земље на Евровизији након руске анексије Крима од Украјине 2014.
У 2016, избор Украјине била је „1944“, песма Џамале која је инспирисана искуствима њене прабаке током депортације кримских Татара од стране Совјетског Савеза. Песму су критиковали руски званичници, који су тврдили да је прекршила правила Евровизије против политичког садржаја због алузија на кримску кризу. "1944" је на крају победила на такмичењу. Иако су постојали позиви Русији да бојкотује Песму Евровизије 2017 због текућег сукоба у источној Украјини, Русија је открила учесника – Јулију Самојлову. Међутим, након што је представљена, објављено је да је Самојловој забрањен улазак у Украјину на три године због кршења украјинске забране да директно путује на Крим из Русије. Европска радиодифузна унија (ЕРУ) покушала је да помири проблеме како би Самојлова могла да наступи, позивајући украјинску владу да уклони или одложи забрану путовања на такмичење, и понудивши Русији прилику да изведе њихову песму са удаљеног места. Међутим, руски делегатски емитер, Руски први канал, одбио је понуду, желећи да Самојлова наступи у Кијеву као и сви остали учесници. Први канал је 13. априла 2017. објавио да неће емитовати такмичење, чиме се ефективно повлачи.
Украјина је одустала од такмичења 2019, након што су победник њене националне селекције Марув, као и другопласирани, одбили да потпишу уговор о учешћу, који је од њих захтевао да се уздрже од турнеје у Русији на одређено време. То је био први пут од 2015. да је Украјина изостала са такмичења.
Пре такмичења 2022. поново су се појавиле контроверзе у украјинској националној селекцији, што је довело до тога да је њена победница Алина Паш, за коју се тврди да је отпутовала на Крим кршећи украјинске законе, замењена другопласираном групом Калуш као украјинским учесником. Након руске инвазије на Украјину и каснијих протеста других земаља учесница, Русија је искључена из учешћа у такмичењу, где је Украјина победила. Као резултат тога, Украјина је првобитно добила прилику да буде домаћин такмичења 2023, међутим, ЕРУ је касније одлучила да земља неће моћи да буде домаћин због безбедносних проблема изазваних руском инвазијом, а Уједињено Краљевство, које је завршило на другом месту 2022. године, изабрано је за домаћина у име Украјине.

## Песма Евровизије 2007.
Верка Сердјучка је изабрана да представља Украјину на Песми Евровизије 2007. са песмом „Dancing Lasha Tumbai“. Међутим, наведено је да песма садржи политички подтекст, укључујући референцу у тексту на Трг независности у Кијеву (место демонстрација Наранџасте револуције), и да је фраза „Lasha Tumbai“ била изведена (mondegreen) од „Русијо збогом“. Сердјучка је демантовала ове наводе, тврдећи да је фраза „Lasha Tumbai“ на монголском језику за „умућени путер“. У руском ток-шоуу Пустите их да причају, који је емитован на Првом каналу Русије непосредно након финала такмичења, изворни говорник монголског језика објаснио је да ова фраза не постоји на монголском језику. Сердјучка је касније изјавила да је "Lasha Tumbai" била бесмислена фраза замишљена да се римује са другим стиховима.

## Песма Евровизије 2009.
На Песми Евровизије 2009. које је одржано у Москви након победе Русије претходне године, Русију је представљала украјинска певачица Анастасија Прихотко, која је ушла и победила на националном избору Русије након што је дисквалификована из украјинског избора. Извела је своју песму "Мамо", певајући на украјинском и руском језику. Након анексије Крима од стране Русије 2014. године, Прихотко је осудила руске акције и престала да наступа тамо.

## Песма Евровизије 2014. и 2015.
Након руске војне интервенције у Украјини и накнадне анексије Крима 2014. године, као и увођења Закона о забрани геј пропаганде у Русији 2013. године, јавно противљење Русији било је изразито видљиво на више фронтова, укључујући и такмичење за песму Евровизије. Руске учеснице на такмичењима 2014. и 2015, Сестре Толмачјове и Полина Гагарина, биле су предмет звиждука публике, посебно у било ком тренутку када су поменуте или награђене поенима. Коментаришући звиждуке код сестара Толмачјових, Фрејзер Нелсон, уредник часописа The Spectator, написао је: „Не могу да се сетим када сам последњи пут чуо да је публика на Евровизији некога извиждала; током инвазије на Ирак 2003. године, нико није извиждао Британију...  Постоји разлика између руске владе и руског народа, а девојке су биле ту да представљају ово друго. Нису заслужиле омаловажавање. И Данци су погрешили што су звиждање учинили тако гласним.“ Прекомерно звиждање 2014. навело је организаторе такмичења 2015. да инсталирају „технологију против звиждања“, која је примењена први пут у историји такмичења. Сестре Толмачјове и Полина Гагарина су од тада изражавале своју подршку руској инвазији на Украјину, при чему је потоња посебно наступила на митингу у Москви 2022. године.

## Песма Евровизије 2016.
Џамала, која је представљала Украјину на Песми Евровизије 2016, победила је са песмом „1944“. Текст њене песме односи се на депортацију кримских Татара 1940-их од стране Совјетског Савеза од стране Јосифа Стаљина због њихове наводне сарадње са нацистима. Џамала је објаснила да је текст инспирисан причом њене прабаке Назилхан, која је била у средњим двадесетим када су она и њено петоро деце депортовани у неплодну средњу Азију. Једна од ћерки није преживела пут. Правила конкурса наводе да „никакви текстови, говори, гестови политичке или сличне природе нису дозвољени“, па је Џамала у више наврата изјавила да њена песма  упућује на њену личну породичну историју. Она је изјавила: „Та песма ми је била потребна да се ослободим, да ослободим сећање на своју прабаку, сећање на ону девојчицу која нема гроб“. Међутим, она је такође споменула тренутно стање Крима након анексије, рекавши „Наравно (песма је) такође о 2014. години“. „Сада су кримски Татари на окупираној територији и јако им је тешко. Они су под огромним притиском. Неки су нетрагом нестали. И то је застрашујуће. Не бих желела да се историја понавља.“
Руски званичници, укључујући више посланика и портпаролку Министарства спољних послова Марију Захарову, били су незадовољни исходом и навели да је песма политичка изјава и алузија на анексију Крима 2014. године, забрањену правилима конкурса. Захарова је у објави на Фејсбуку написала да би следећи победник Евровизије „могао да буде и о сукобу у Сирији“, предлажући стихове: "Assad blood, Assad worst. Give me prize, that we can host" („Асад крв, Асад најгори. Дајте ми награду коју можемо да имамо.“) Други званичници су предложили бојкот Песме Евровизије 2017, а Франц Клинцевич, заменик председника Комитета Савета Федерације за одбрану и безбедност је изјавио: „Није украјинска певачица Џамала и њена песма "1944" победила на Евровизији 2016, то је била политика која је победила уметност. Ако се у Украјини ништа не промени до следеће године, онда мислим да нема потребе да учествујемо.“
Упркос томе, руски учесник Сергеј Лазарев, који је био трећи на такмичењу, честитао је Џамали на победи.

## Песма Евровизије 2017.
Руска војна интервенција у Украјини, која је почела крајем фебруара 2014, подстакла је бројне владе да примене санкције против појединаца, предузећа и званичника из Русије. Украјинска влада је 2015. године почела да ставља на црну листу забране уласка у земљу људе који су подржавали припајање Крима Русији. Заменик премијера Вјачеслав Кириленко изјавио је да земља неће укинути ову забрану за Песму Евровизије 2017. Европска радиодифузна унија (ЕРУ) је поновила да је њихов циљ да Евровизија остане инклузивна и да се „укључују у конструктиван дијалог са Јавном радиодифузном компанијом Украјине (УА:ПБЦ) и украјинским властима како би осигурали да сви делегати и уметници могу доћи и остати у Украјини“. Представник емитера домаћина рекао је за музички часопис Billboard да су правила црне листе ван њихове контроле. Руски политичар Виталиј Милонов је 3. марта 2017. позвао земљу да се повуче из такмичења 2017. због страха од текућег сукоба у источној Украјини. Он је Русију описао као "непожељне госте у земљи коју су заузели фанатици".

### Руски избор, забрана путовања
Пријављено је 13. марта 2017. да Украјина истражује Јулију Самојлову, руску учесницу на такмичењу 2017, због тога што је прекршила забрану директног путовања на Крим из Русије; посетила је Керч 2015. године да одржи наступ. Украјински званичници спекулишу да је руски избор Самојлове можда била намеран политички став, јер је свесно одабрала певачицу која је наступала на спорној територији како би подстакла политичку контроверзу; саветник министра унутрашњих послова Антон Герашченко изјавио је да не може да „искључи да наша страна може да предузме акције да јој одбије улазак” ако Русија користи улазак као „провокацију”, док је заменик директора АТР, украјинске телевизијске станице која покрива кримско татарско становништво, тврдило је да је то био „циничан и неморалан потез”. Министар спољних послова Украјине Павло Климкин изјавио је да сматра да је избор Самојлове за учесницу Евровизије највероватније провокација Русије. Касније је то изјавио и председник Украјине Петро Порошенко. Бен Ројстон, који је саветовао претходне делегације Евровизије у Азербејџану и Шведској, тврдио је да је руски избор извођача са инвалидитетом такође могао бити намеран, објашњавајући за The Guardian да је „Русија изабрала такмичара у инвалидским колицима који је дао про- Руске изјаве о Криму на друштвеним мрежама. Никада јој нису дозволили да уђе у Украјину, али су је ипак изабрали. И сада Русија веома јавно говори: "Како Украјина може дозволити да ова јадна слатка девојка у инвалидским колицима буде жртва ваших закона?" Изгледа да је све то део руске ПР машине.“ Русија је негирала да је њихов избор извођача требало да буде политички став, и навела да је њихов избор извођача са инвалидитетом требало да буде израз прихватања различитости.
Служба безбедности Украјине (СБУ) потврдила је 22. марта 2017. да је Самојловој забрањен улазак у Украјину на три године због илегалног путовања на Крим из Русије, чиме је прекршила члан 204-2 Законика Украјине о управним прекршајима. ЕРУ је одговорио наводећи да наставља да осигурава да сви учесници наступају у Кијеву, али да смо „дубоко разочарани овом одлуком јер сматрамо да је у супротности и са духом такмичења и са идејом инклузивности која лежи у срцу њених вредности“, а такође је навео да ће ЕРУ поштовати законе земље домаћина. Франц Клинцевич, први заменик председника Комитета Савета Федерације за одбрану и безбедност, запретио је да ће Русија бојкотовати Евровизију уколико њени организатори не прогласе одлуку владе „неприхватљивом“. Оптужио их је и да су "потпуно исполитизовани и пристрасни".

### Покушаји помирења
ЕРУ је понудила компромис Првом каналу Русије 23. марта 2017, у којем би Самојловој било дозвољено да наступа на даљину са места по избору емитера; то би био први пут да је песма за Евровизију изведена са спољне локације путем сателита. Међутим, Први канал је одбио понуду, тврдећи да би Самојловој требало дозволити да наступа на бини у Кијеву као и сваком другом учеснику, и оптужујући Украјину да је прекршила уверавања у правилима Евровизије да ће свим извођачима бити издате одговарајуће визе како би могли да уђу у земље домаћине. Потпредседник владе Вјачеслав Кириленко изјавио је да је незаконито да персона нон грата учествује на турнејама или телевизијским програмима. Јон Ола Санд, извршни супервизор такмичења, изјавио је у интервјуу данском националном емитеру ДР да су он и други чланови Европске радиодифузне уније контактирали украјинске безбедносне службе о могућностима одлагања наметнуте забране до после такмичења 2017.
Генерална директорка ЕРУ Ингрид Делтенре изјавила је да је понашање Украјине „апсолутно неприхватљиво” и злоупотребила етос Евровизије за „политичко деловање”. Делтенре је даље рекла да је ЕРУ у преговорима са украјинским премијером Володимиром Гројсманом и председником Петром Порошенком, у вези са одлагањем забране до краја такмичења. Делтенре је 1. априла 2017. запретила да ће Украјини забранити будућа такмичења ако Самојловој не буде дозвољено да учествује. Као одговор, украјински емитер је позвао ЕРУ да поштује суверенитет Украјине.

### Повлачење
У интервјуу немачком листу Der Tagesspiegel објављеном 26. марта 2017, председник Референтне групе такмичења Франк-Дитер Фрајлинг је приметио да је учешће Русије у такмичењу неизвесно, признајући да Самојлова није учествовала у обавезним претходним сесијама, нити је руска делегација резервисала било какав смештај у Кијеву за такмичење. Он је сугерисао да је Русија можда била свесна да би њихов избор био проблематичан.
Први канал Русије је 13. априла 2017. објавио да неће емитовати такмичење за 2017. годину. ЕРУ је ову одлуку сматрала званичним повлачењем са такмичења.

### Реакције других чланица ЕРУ
- Сан Марино – Карло Ромео, генерални директор санмаринског националног емитера Сан Марино РТВ, реаговао је на одлуку о забрани Самојлове као неприхватљиво понашање, да емитер не мари за заверу или провокацију према руском учеснику, као и да Песма Евровизије сматра да сте на „неутралном терену“.[46]
- Данска – Јан Лагерманд Лундме, шеф забаве данског националног емитера Данмаркс Радио, изјавио је у интервјуу 25. марта 2017. да је такмичење 2017. постало „политичко бојно поље“ и био је прилично задовољан радом ЕРУ у циљу решавања питања о забрани коју је увела Украјина.[47]
- Немачка – Шеф за забаву немачког емитера АРД Томас Шрајбер реаговао је на ситуацију током интервјуа за Deutsche Welle. Шрајбер је навео да је ситуација између Русије и Украјине критичне природе и да сматра да су криви и руска телевизија и украјинске власти и да решење зависи од добре воље обе стране.[48]
- Србија – Радио-телевизија Србије (РТС) изјавила је 14. априла 2017. да жале због ситуације и сматрају да Евровизија треба да буде место заједништва народа, а не да их дели. РТС је даље поменуо сличан период тешкоћа који су преживели, када су избачени из такмичења између 1992. и 2004. године из политичких разлога.[49]

## Песма Евровизије 2019.
Контроверзе су се појавиле током украјинског националног избора за Песму Евровизије 2019. у вези са везама такмичара са Русијом. Током финала такмичења 23. фебруара 2019, чланови жирија Џамала, Верка Сердјучка и Јевхен Филатов испитивали су неколико такмичара у вези са њиховим размишљањима о Русији, углавном се фокусирајући на Маруву и Ану Марију. Џамала је питала Марув да ли верује да је Крим украјинска територија, што је она потврдила. Ану Марију су питали, ако би морали да бирају између то двоје, да ли би изабрали своју земљу Украјину или мајчину, која је радила за Републику Крим. Током финала, украјински емитер је саопштио да је тај емитер задржао право да промени одлуку жирија и украјинске јавности.
Након што је Марув проглашена победницом избора, потврђено је да још није потврђена као украјински представник. Испоставило се да је представници Марув послат уговор за који је имала рок од 48 сати да потпише како би представљала Украјину. Главна карактеристика уговора је била да она мора да откаже све предстојеће наступе и наступе у Русији у року од 24 сата. Марув је касније открила да јој је уговор емитера додатно забрањивао импровизацију на сцени и комуникацију са било којим новинаром без дозволе емитера, и захтевао од ње да у потпуности поштује све захтеве емитера. Ако не би поштовала ниједну од ових клаузула, била би кажњена са 2 милиона украјинске гривне (~67.000 евра). Марув је такође изјавила да јој емитер неће дати никакву финансијску надокнаду за такмичење и да неће платити пут до Тел Авива.
Марув и украјински емитер су 25. фебруара потврдили да она неће представљати Украјину на такмичењу због спорова око уговора и да ће бити изабран други певач. Виктор Таран, члан одбора емитера, касније је открио да је Марув одбила да откаже своје концерте у Русији, што је довело до њеног одбијања да потпише уговор. Таран је такође навео да Марув и њени адвокати нису веровали да је она одговорна за заступање ставова украјинске владе, ако би постала представница земље на такмичењу.
Другопласирани у националном финалу Freedom Jazz је 26. фебруара објавио да су одбили понуду емитера да такође представља Украјину, а трећепласирани Казка је потврдио да је такође одбио понуду следећег дана. Украјински емитер је 27. фебруара потврдио да ће се Украјина повући из такмичења након контроверзе. У свом саопштењу за повлачење, емитер је навео да је национална селекција „скренула пажњу на системски проблем музичке индустрије у Украјини – повезаност уметника са државом агресором“.

## Песма Евровизије 2022.

### Замена украјинског уметника
Након контроверзе око украјинске националне селекције 2019. године, од 2020. уведено је ново правило које забрањује такмичење уметницима који су наступали у Русији од 2014. или су ушли на Крим „кршећи законодавство Украјине“. На националном избору Украјине за Песму Евровизије 2022. победила је Алина Паш. Дана 14. фебруара 2022, два дана након избора, активиста и видео блогер Серхи Стерненко је навео да је Паш ушла на Крим са руске територије 2015. године и да је фалсификовала своју путну документацију са својим тимом како би учествовала у избору. Украјински емитер је накнадно саопштио да ће затражити од украјинске Државне граничне службе да провери да ли је документација фалсификована и да Паш званично неће бити украјински представник на такмичењу „док се не заврши провера и разјашњење чињеница„. Андри Демченко, говорећи у име Службе страже, тврди да сертификат који је Паш предала емитеру нису издали они, већ да је захтев за прелазак границе поднела уметница и да ће емитер доставити резултате истраге до 16. фебруара. Пашин менаџмент је касније изјавио да је она ушла на Крим са украјинске границе и да је сертификат тражио „члан тима“, а не сама Паш. Паш је 16. фебруара на Инстаграму тврдила да Служба страже није могла да јој достави нови сертификат као доказ о њеном уласку на Крим, пошто се сродна евиденција чува само пет година. Убрзо након тога, Паш је на својим страницама на друштвеним мрежама објавила да ће повући своју кандидатуру као украјинска представница на такмичењу. Другопласираном у селекцији, оркестру Калуш, понуђено је да представља Украјину уместо Паш 17. фебруара, а очекивало се да ће коначна одлука бити донета на састанку 18. фебруара. Емитер је 22. фебруара потврдио да је Калуш оркестар прихватио понуду.

### Искључење Русије
У јеку руске инвазије на Украјину, која је почела 24. фебруара 2022, украјински емитер је апеловао да се суспендују руски емитери из уније и да се искључи Русија из такмичења. У апелу се наводи да су од почетка руске војне интервенције у Украјини 2014. ВГТРК и Први канал Русије били гласноговорник руске владе и кључно оруђе политичке пропаганде која се финансира из руског државног буџета. ЕРУ је првобитно саопштила да ће Русији и Украјини и даље бити дозвољено да учествују у такмичењу, наводећи неполитичку природу догађаја. Следећег дана, ЕРУ је саопштила да је Русија искључена из учешћа на такмичењу, наводећи да би „у светлу кризе без преседана у Украјини, укључивање руске пријаве у овогодишње такмичење довело Песму Евровизије на лош глас“.
Пре него што је Русија искључена из учешћа, многи емитери који су учествовали позвали су ЕРУ да предузме акцију. Према Густаву Луцхофту, главном уреднику данске -а за данског избора, „сматрамо да је учешће Русије неспојиво са вредностима Евровизије“. Шведски јавни сервис Sveriges Television, исландски, литвански и норвешки сервиси такође су позвали ЕРУ да искључи Русију из такмичења, док су холандски, пољски и украјински додатно су позвали ЕРУ да суспендује чланство Русије у унији. Естонски и фински сервис изјавили су да неће учествовати ако Русија буде позвана. Citi Zēni, летонски представници на такмичењу 2022, такође су позвали ЕРУ да преиспита учешће Русије, наводећи: „Верујемо да је Евровизија о миру, забави и љубави. То је у потпуности у супротности са политиком коју тренутно воде органи власти Руске Федерације. По нашем мишљењу није исправно слати уметника у једну  земљу Европске радиодифузне уније (ЕРУ), док се војска распоређује у другу.“
Дана 26. фебруара 2022. године, све чланице ЕРУ из Русије, укључујући ВГТРК и Први канал, објавиле су своје повлачење из уније у саопштењу које су објавили руски државни медији, као одговор на њихово искључење из такмичења, што су сматрали „неприкладном политичком жртвом на музичком форуму који је увек истицао свој неполитички статус“. Сама ЕРУ тек треба да добије потврду о повлачењу, иако је 1. марта објавила суспензију њених руских чланова из својих управљачких структура. Генерални директор ЕРУ Ноел Каран изјавио је 13. маја да је у току рад на потпуном суспендовању руских чланова из уније. Дана 26. маја, ступила је на снагу одлука ЕРУ о суспензији њених руских чланова, због чега је Русија на неодређено време изгубила право на емитовање и учешће на будућим догађајима Евровизије.
Русија није јавно објавила извођача или песму пре искључења, али је касније објављено да је Јарослава Симонова изабрана за руског представника пре искључења.

### Украјинске припреме
Након почетка руске инвазије на Украјину, украјински емитер и оркестар Калуш још нису званично коментарисали да ли ће се њихово учешће на такмичењу наставити. Дана 14. марта 2022, Клаудио Фасуло и Симона Марторели, извршни продуценти такмичења 2022, потврдили су да ће Украјина и даље учествовати у такмичењу; ово је касније поново потврдио украјински емитер 19. марта путем објаве на својим страницама друштвених медија. Додали су да ће започети рад на украјинском резервном наступу "уживо на траци", који је планиран да се сними у Лавову и користи у случају да делегација не може да отпутује у Торино, међутим, делегација је касније била изузета од обавезе да то учини. Дана 2. априла, украјински емитер је потврдио да су оркестар Калуш и остатак делегације добили дозволу да путују у Торино на такмичење, додајући да ће група такође учествовати у промотивним догађајима широм Европе како би прикупили донације за помоћ у рату.

### Покушаји сајбер напада
Дана 11. маја 2022, проруска хакерска група Killnet извела је напад на бројне италијанске институционалне веб странице, укључујући оне Министарства одбране, Сената, Националног здравственог института и Automobile Club d'Italia. Касније је откривено да је званична веб страница Песме Евровизије међу онима који су били на мети, поред платформе на којој се заснива систем гласања. Извештава се да су се десили додатни напади током првог полуфинала и финала. Напади су на крају били неуспешни и није било поремећаја ни на веб страници ни на платформи за гласање.

### Изјаве на сцени
Током преноса финала, након што је Калуш оркестар завршио наступ, фронтмен групе Олех Псијук је на бини узвикнуо: „Молим све вас, помозите Украјини, Маријупољу. Помозите Азовстаљу, одмах!" Правила такмичења забрањују промовисање политичких изјава и порука, а неколико коментатора је приметило да би Псијукова изјава могла бити кршење правила. Међутим, ЕРУ је оценила да је изјава „пре хуманитарне него политичке природе“. Немачки и исландски представници, Малик Харис и Systur, такође су показали подршку Украјини на сцени након завршетка наступа. На овим наступима су такође истакнуте украјинске заставе током рекапитулације финала и полуфинала, као и на наступима литванске учеснице Монике Љу и учесника из Грузије Циркуса Миркуса.
Украјина је касније победила на такмичењу, са 439 поена добијених телегласањем у финалу, што је највише поена добијених у досадашњој историји такмичења.

## Песма Евровизије 2023.

### Избор земље домаћина
Након победе Украјине 2022. године, у складу са традицијом Евровизије, ЕРУ је првобитно дала Украјини прилику да организује Песму Евровизије 2023. Међутим, због руске инвазије, појавиле су се спекулације да земља неће бити способна да буде домаћин догађаја. Због тога је неколико земаља изразило интересовање за домаћина такмичења у случају да Украјина не може, укључујући Белгију, Италију, Холандију, Пољску, Шпанију (која је касније повукла свој интерес), Шведску, и Уједињено Краљевство.
Дана 16. маја 2022, председник украјинског емитера Микола Чернотицки је изјавио да жели да буде домаћин такмичења у мирној Украјини и нада се да ће та земља моћи да гарантује безбедност свих учесника и њихових делегација током догађаја. Чернотицки је 20. маја изјавио да ће емитер започети разговоре са ЕРУ у вези са организацијом такмичења.
Бројни украјински политичари су се залагали да се такмичење одржи у Украјини. Украјински председник Володимир Зеленски изјавио је да се нада да ће се такмичење једног дана одржати у Маријупољу. Микола Поворозник, први заменик начелника Кијевске градске државне администрације, изјавио је 26. маја 2022. да би Кијев био спреман да буде домаћин такмичења ако буде затражено. Украјински министар културе Олександр Ткаченко изјавио је 3. јуна да намерава да разговара о условним изменама са ЕРУ како би се омогућило одржавање такмичења у земљи. Тарас Мелничук, представник украјинске владе за Врховну раду, изјавио је 10. јуна да је формиран комитет који ће помоћи у организацији такмичења.
Дана 16. јуна 2022, украјинска влада и емитер одржали су састанак са ЕРУ како би разговарали о потенцијалним опцијама за такмичење у Украјини. На састанку, емитер је предложио Лавов, Закарпатје и Кијев као потенцијалне локације. Следећег дана, ЕРУ је објавила да Украјина неће бити у могућности да буде домаћин такмичења, након процене и са емитером и са стручњацима трећих страна, и да ће разговори са ББЦ-јем започети за потенцијално гостовање у Уједињеном Краљевству, које је завршило на другом месту на такмичењу 2022. Као одговор, председавајући емитера Чернотицки и украјински министар културе Ткаченко, заједно са бившим украјинским победницима Евровизије Русланом, Џамалом и Олехом Псијуком из Калушког оркестра, издали су заједничко саопштење тражећи даље разговоре са ЕРУ о организацији догађаја у Украјини. У накнадном саопштењу ЕРУ од 23. јуна потврђена је њена одлука да Украјина не буде домаћин догађаја, наглашавајући безбедносне разлоге за то, а такође позивајући да се процес избора земље домаћина не политизује. Дана 25. јула 2022, Уједињено Краљевство је потврђено као земља домаћин такмичења 2023, при чему ће украјински емитер радити са Би-Би-Си-јем на развоју и имплементацији украјинских елемената за емисије уживо, а Украјини је додељена аутоматска квалификација за финале.

## Историја гласања
Две нације су међусобно размениле поене упркос нестабилним односима. Доње табеле приказују бодове које су Русија и Украјина доделиле откако је ова друга дебитовала на такмичењу за песму Евровизије 2003. године.
| Points    | Total      | Years                                                     |
| --------- | ---------- | --------------------------------------------------------- |
| 12 points | 2          | 2004 (F) 2021 (TSF)                                       |
| 10 points | 5          | 2006 (SF) 2006 (F) 2011 (F) 2016 (TF) 2018 (TSF)          |
| 8 points  | 5          | 2003 (F) 2007 (F) 2008 (F) 2012 (F) 2018 (TF)             |
| 7 points  | 6          | 2009 (SF) 2010 (F) 2013 (SF) 2014 (SF) 2014 (F) 2021 (TF) |
| 6 points  | 1          | 2018 (JSF)                                                |
| 5 points  | 1          | 2021 (JSF)                                                |
| 4 points  | 0          |                                                           |
| 3 points  | 0          |                                                           |
| 2 points  | 2          | 2005 (F) 2009 (F)                                         |
| 1 point   | 1          | 2013 (F)                                                  |
| 0 points  | 3          | 2016 (JF) 2018 (JF) 2021 (JF)                             |
| Total:    | 172 points | 172 points                                                |

| Points    | Total      | Years                                          |
| --------- | ---------- | ---------------------------------------------- |
| 12 points | 5          | 2003 (F) 2006 (SF) 2006 (F) 2008 (F) 2016 (TF) |
| 10 points | 4          | 2004 (F) 2007 (F) 2010 (F) 2012 (F)            |
| 8 points  | 2          | 2009 (F) 2011 (F)                              |
| 7 points  | 1          | 2013 (SF)                                      |
| 6 points  | 2          | 2014 (SF) 2021 (TSF)                           |
| 5 points  | 0          |                                                |
| 4 points  | 4          | 2005 (F) 2013 (F) 2014 (F) 2021 (TF)           |
| 3 points  | 1          | 2018 (TSF)                                     |
| 2 points  | 0          |                                                |
| 1 point   | 0          |                                                |
| 0 points  | 3          | 2016 (JF) 2018 (JSF) 2021 (JSF) 2021 (JF)      |
| Total:    | 154 points | 154 points                                     |

Легенда
- SF: – Полуфинале
- SF: – Финале
- Т: – Телеглас
- Ј: – Глас жирија